# Districte de Montmorillon
El Districte de Montmorillon és un dels tres districtes del departament francès de la Viena, a la regió de la Nova Aquitània. Té 11 cantons i 98 municipis. El cap del districte és la sotsprefectura de Montmorillon.

## Cantons
cantó d'Avalhas Lemosina - cantó de Charroux - cantó de Chauvigny - cantó de Civray - cantó de Couhé - cantó de Gençay - cantó de L'Isle-Jourdain (Viena) - cantó de Lussac-les-Châteaux - cantó de Montmorillon - cantó de Saint-Savin (Viena) - cantó de La Trimouille